# Menino Maluquinho 2 - A Aventura
Menino Maluquinho 2 - A Aventura é um filme brasileiro de 1998 dirigido por Fernando Meirelles. É a continuação de Menino Maluquinho - O Filme, baseado no livro infanto-juvenil do cartunista brasileiro Ziraldo, contando novamente com Samuel Costa no papel do personagem-título. O longa também é a estréia do diretor Fernando Meirelles, que se tornaria mais conhecido posteriormente pelo filme Cidade de Deus (2002). Foi gravado em Minas Gerais, na cidade de São José das Três Ilhas.

## Sinopse
Nesta nova aventura, Maluquinho está passando as férias na casa de seu avô Tônico (Stênio Garcia), um inventor que mora numa pequena comunidade no interior de Minas Gerais. Seus amigos Junim (Samuel Brandão), Lúcio (Cauã Bernard Souza), Bocão (João Romeu Filho) e Nina (Fernanda Guimarães) estão chegando a cidade para ajudar Maluquinho a arrumar o circo para o centenário da cidade. Nessa viagem, eles conhecem Tatá-Mirim, uma pequena chama que acaba por fazer a cidade acreditar que estão sendo invadidos pelo Capeta. Assim eles acabam vivendo muitas aventuras.

## Elenco
- Samuel Costa — Menino Maluquinho
- Stênio Garcia  — Vovô Tonico
- João Romeu Filho — Bocão
- Cauã Bernard Souza — Lúcio
- Samuel Brandão  — Junin
- Fernanda Guimarães — Nina
- Martha Overbeck  — Vovó Iaiá
- Nelson Dantas  — Prefeito Costa
- Cláudio Cavalcanti  — Pedro Fogueteiro
- Ruy Rezende  — Seu Zé
- Antônio Pedro  — Tatá Miguel
- Betina Viany  — D. Margarida
- Cláudia Schapira  — Beata
- Lú Grimaldi  — Beata
- Pedro Bismarck  — Monsenhor
- Fernando Alves Pinto — Bombeiro 1
- Gabriel Guimard — Bombeiro 2
- Ziraldo  — Delegado